# Васильевка (Зырянский район)
Васильевка — посёлок в Зырянском районе Томской области России. Входит в состав Дубровского сельского поселения.

## География
Посёлок находится в юго- восточной части Томской области, в пределах Чулымской равнины, на расстоянии примерно 24 километров (по прямой) к юго-юго-западу (SSW) от села Зырянского, административного центра района. Абсолютная высота — 179 метров над уровнем моря.

### Часовой пояс
Посёлок Васильевка, как и вся Томская область, находится в часовой зоне МСК+4. Смещение применяемого времени относительно UTC составляет +7:00.

## Население
| 2002 | 2010 | 2012 | 2013 | 2014 | 2015 | 2016 |
| ---- | ---- | ---- | ---- | ---- | ---- | ---- |
| 18   | ↘5   | ↘4   | ↘3   | ↘1   | →1   | →1   |
| 2021 |      |      |      |      |      |      |
| ↗4   |      |      |      |      |      |      |

Гендерный состав
По данным Всероссийской переписи населения 2010 года в гендерной структуре населения мужчины составляли 80 %, женщины — соответственно 20 %.
Национальный состав
Согласно результатам переписи 2002 года, в национальной структуре населения чуваши составляли 50 %, русские — 44 %.

## Улицы
Уличная сеть посёлка состоит из одной улицы (ул. Полевая).